# Sefophe
Sefophe är en ort (village) i distriktet Central i sydöstra Botswana. 